# Долина Дона (винодельческий регион)

Карта винодельческого региона Долина Дона

Долина Дона — винодельческий регион на юго-западе России. Большинство вин сортовые (моносепажные), а не купажные, так как Долина Дона считается основным производителем автохтонных сортов винограда в России. Родина старейшего в России автохтонного сорта винограда Красностоп золотовский, упоминается в регионе с 1814 года. В меньших объёмах возделываются иные международные сорта: алиготе, саперави, ркацители и др. В регионе есть одна территория, где производятся вина по лицензии защищенного наименования места происхождения — хутор Арпачин.

## История
Виноделие в низовьях Дона существует тысячи лет. Греческий историк, географ и путешественник Страбон еще 2,5 тысячи лет назад писал в своем труде «География», что в греческих колониях в устье реки Дон (тогда она называлась Тана) выращивают виноград и делают из него вино. Это подтверждают и археологические находки. Например, в 1990—1991 году на раскопках в Танаисе был найден старый подвал трактира, под которым находился еще один более старый подвал. В них археологи нашли амфоры, стеклянные трубочки для забора проб и другие артефакты винодельческой отрасли.
Первое упоминание о донском виноделии в период российской государственности относится к правлению Петра I, который издал указ о разведении виноградных садов на Дону. Для этих целей виноделы из Франции, Венгрии и Германии привезли в низовья Дона черенки плодоносящей лозы — чубуки. Больше всего виноградников тогда было высажено в станицах Раздорская, Цимлянская и Кумшацкая. Есть интересные сведения о том, что в апреле 1709 года Пётр I, проездом в Черкасск, в связи с непогодой, ночью заехал в станицу Цимлянскую и остановился у местного казака Клеменова. Хозяин, приняв царя за простого офицера, долго спорил с ним о новых порядках, которые государь установил на Дону. На другой день Пётр I, открывшись ему, собрал стариков и рассказал о виноградниках, которые увидел за границей. Затем собственноручно посадил несколько кустов. К началу XIX века в станице росло уже около 30 тысяч кустов винограда.
Здесь же было изготовлено первое русское игристое вино — Цимлянское. Бутылочка цимлянского упоминается как особый напиток для генерала в рассказе А. П. Чехова «Свадьба с генералом». В дореволюционной России цимлянское игристое вино подавали на светских раутах и балах в высшем обществе, им отмечали государственные праздники и военные победы. Обычно цимлянское вино подавали между горячим блюдом и десертом. Цимлянское вино — важная веха в многовековой истории донского виноградарства и виноделия.
В начале советского периода виноделие на Дону переживало не лучшие времена из-за бурных событий становления нового государства. Однако уже в 1936 году на базе «Лаборатории виноделия и сельского хозяйства» был создан Научно-исследовательский институт виноградарства и виноделия РСФСР — первое подобное высшее учебное заведение и научный институт, посвященный отрасли виноделия на Дону. В его ампелографической коллекции были проведены первые скрещивания автохтонных донских сортов винограда в пределах вида Vitis vinifera L.
31 декабря 2014 года Федеральным Законом № 490 была введена классификация, делившая все российские вина на три группы — столовые вина, вина защищенного географического указания с обозначением региона производства и вина защищенного наименования места происхождения, обладающие некоторыми уникальными признаками, полученными на конкретной местности. В России были созданы так называемые винные кластеры. В Ростовской области был выделен регион низовьев реки Дон, который позже стал винодельческим регионом Долина Дона.
Соглашение о создании винодельческого региона подписали в 2015 году пять местных производителей вина, Союз виноградарей и виноделов Дона, ВНИИ виноградарства и виноделия им. Я. И. Потапенко, банк ВТБ и ДГТУ. Так как регион славится своими автохтонными сортами, региональные власти решили сделать это его ключевой особенностью. По данным правительства Ростовской области, площадь виноградников в Долине около 5 тысяч га, а подходит для выращивания автохтонных сортов около 16,5 тысяч га. При этом 30 % из существующих посадок занимают европейские сорта Алиготе, Каберне Совиньон и др., а на столовые сорта приходится порядка 10 % посадок.